# Paul McCartney
Sir James Paul McCartney, MBE (n. 18 iunie 1942) este un cântăreț și compozitor englez, care s-a remarcat inițial ca membru component al formației The Beatles. A scris și muzică de film, astfel că în 2002 a fost nominalizat la Premiile Oscar, Grammy și Golden Globe pentru muzica originală la pelicula Vanilla Sky/Deschide Ochii.

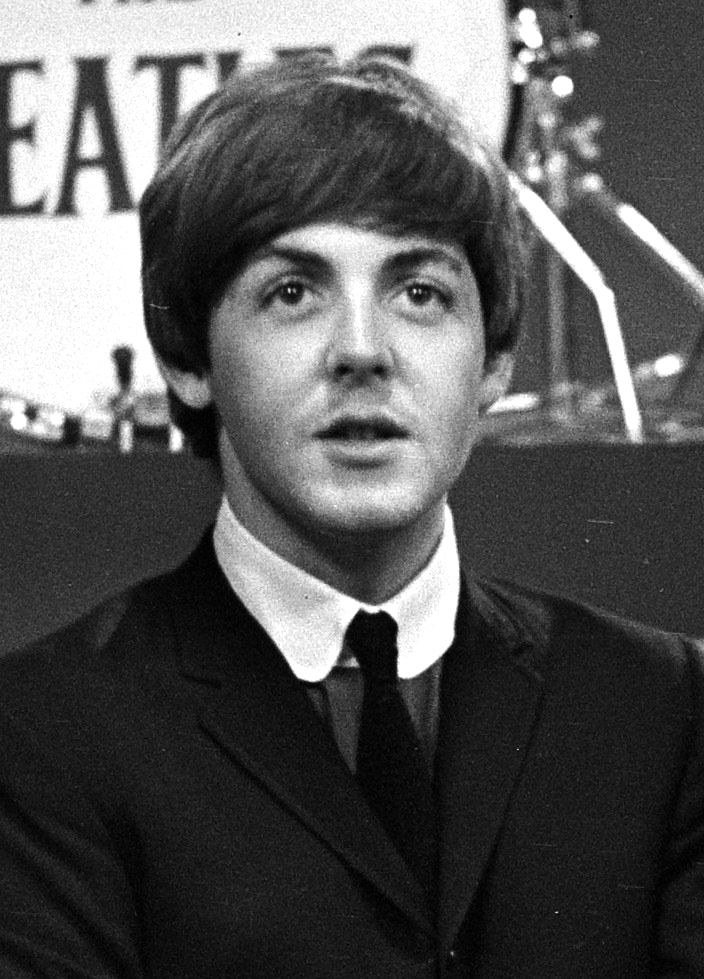
McCartney ca membru al The Beatles în 1964

Recunoscut ca un simbol al secolului 20, McCartney este menționat în The Guinness Book Of Records ca fiind compozitorul cu cel mai mare succes din istoria muzicii. El a înregistrat 29 de single-uri clasate pe locul întâi în clasamentele din Statele Unite, dintre care 20 interpretate de The Beatles, iar restul interpretate fie de formația Wings sau de el ca artist solo. Paul McCartney a produs și coprodus nu mai puțin de 50 de piese de top 10 – mai multe decât oricare alt producător – și este recunoscut și ca pianist, chitarist, toboșar și, bineînțeles, ca interpret. Piesele scrise împreună cu John Lennon  rămân și astăzi printre cele mai bune din muzica pop și rock. De altfel, cele mai cunoscute cântece ale formației The Beatles au fost scrise de Paul. Printre acestea se numără - "Can't Buy Me Love", "Yesterday", "Hello Goodbye", "Hey Jude", și "Let It Be". Îl cunoaște pe John Lennon pe 6 iulie 1957 – la un picnic al bisericii – și a fost invitat să cânte în trupa acestuia The Quarrymen ca chitarist. În 1962, cu unele schimbări ulterioare, ia naștere formația The Beatles. De asemenea, McCartney are două piese în duet cu Michael Jackson: "Say Say Say" (care are și videoclip), în 1983, și "The girl is mine", cea din urmă apărând pe albumul lui Jackson "Thriller" [1982].
Una din cele mai celebre piese compuse de Paul, care a fost interpretată de peste 3.000 de artiști, este “Yesterday”. McCartney a afirmat că melodia i-a apărut în vis și că nu este sigur că este creația lui. Cu toate că Ringo Starr și George Harrison au părăsit pentru o scurtă perioadă trupa – în 1968 și respectiv 1969 – John Lennon a fost cel care a plecat definitiv din trupă la finele lui 1969. Pe 10 aprilie 1970 s-a anunțat public despărțirea trupei Beatles, chiar cu o săptămână înainte ca Paul McCartney să scoată primul sau album solo.
În acea perioadă prietenia dintre John Lennon și Paul McCartney era erodată după ani de rivalitate, însă cei doi s-au împăcat cu puțin timp înainte de uciderea lui Lennon pe 8 decembrie 1980. Paul McCartney – pe lângă cele enumerate până acum – mai este deținătorul unor recorduri mondiale: peste 184 de mii de oameni au plătit bilet pentru a-l vedea la Rio de Janeiro; în aprilie 1990, a vândut peste 20.000 de bilete la concertul din Sydney; în 1993, în doar 8 minute, împreună cu cei de la U2 a cântat piesa "Sgt. Pepper's Lonely Hearts Club Band"; în cadrul concertului Live 8 din 2005, aceasta va fi lansată la doar 45 de minute după ce a fost cântată și, în doar câteva ore, va ajunge pe locul 6 în topul Billboard. Paul McCartney a compus cea mai celebră piesă din toate timpurile – este vorba despre – “Yesterday” – care a avut până în prezent mai mult de 6 milioane de difuzări la radiouri, doar un Statele Unite. Nici pe plan financiar nu stă prea rău. Este cel mai bogat cântăreț din istorie cu o avere estimată la un miliard de lire sterline (1.3 miliarde de dolari americani). În 1997 a primit distincția de cavaler din partea Coroanei Britanice, iar în 1999 a fost inclus în Rock and Roll Hall of Fame, ca artist solo.

## Discografie

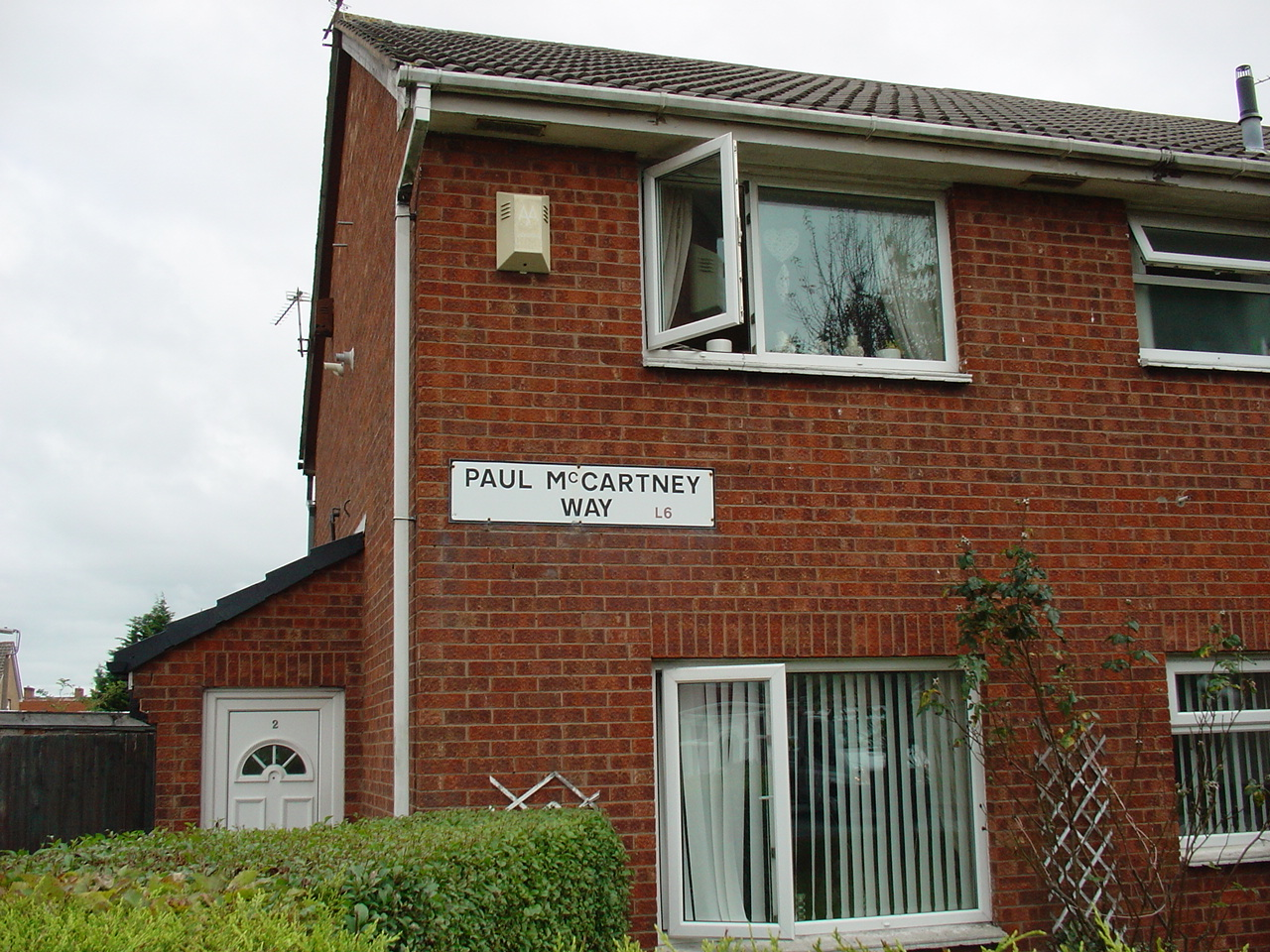
Strada Paul McCartney din Liverpool

### Albume de studio
- McCartney (17 aprilie 1970)
- Ram (17 mai 1971 - cu Linda McCartney)
- Wild Life (7 decembrie 1971 - în Wings)
- Red Rose Speedway (30 aprilie 1973 - cu Wings)
- Band on the Run (5 decembrie 1973 - cu Wings)
- Venus and Mars (27 mai 1975 - în Wings)
- Wings at the Speed of Sound (25 martie 1976 - în Wings)
- London Town (31 martie 1978 - în Wings)
- Back to the Egg (8 iunie 1979 - în Wings)
- McCartney II (16 mai 1980)
- Tug of War (26 aprilie 1982)
- Pipes of Peace (31 octombrie 1983)
- Give My Regards to Broad Street (22 octombrie 1984)
- Press to Play (22 august 1986)
- Cноєa є CCCP (31 octombrie 1988)
- Flowers in the Dirt (5 iunie 1989)
- Off the Ground (1 februarie 1993)
- Flaming Pie (5 mai 1997)
- Run Devil Run (4 octombrie 1999)
- Driving Rain (12 noiembrie 2001)
- Chaos and Creation in the Backyard (12 septembrie 2005)
- Memory Almost Full (4 iunie 2007)

### Albume live
- Wings over America (10 decembrie 1976 - în Wings)
- Tripping the Live Fantastic (5 noiembrie 1990)
- Tripping the Live Fantastic: Highlights! (12 noiembrie 1990)
- Unplugged (The Official Bootleg) (20 mai 1991)
- Paul is Live (15 noiembrie 1993)
- Back in the U.S. (11 noiembrie 2002)
- Back in the World (17 martie 2003)
- Good Evening New York City (17 noiembrie 2009)

### Compilații
- Wings Greatest (2 noiembrie 1978 - în Wings)
- All the Best! (2 noiembrie 1987)
- Wingspan: Hits and History (7 mai 2001)

### Albume clasice
- Paul McCartney's Liverpool Oratorio (11 octombrie 1991 - cu Carl Davis)
- Standing Stone (29 septembrie 1997)
- Working Classical (1 noiembrie 1999)
- A Garland for Linda (25 aprilie 2000 - diverși artiști)
- Ecce Cor Meum (25 septembrie 2006)

### Albume soundtrack
- The Family Way (6 ianuarie 1967)
- The Honorary Consul main theme, performed by John Williams (1983)

### Alte albume
- Thrillington (29 aprilie 1977 - sub numele de Percy "Thrills" Thrillington)
- Strawberries Oceans Ships Forest (15 noiembrie 1993 - în The Fireman)
- Rushes (21 septembrie 1998 - în The Fireman)
- Band on the Run: 25th Anniversary Edition (1999 - cu Wings)
- Liverpool Sound Collage (21 august 2000)
- Twin Freaks (13 iunie 2005 - cu The Freelance Hellraiser)
- Electric Arguments (24 noiembrie 2008 - în The Fireman)